# Vinten V-122/R-R Venom Mk II
Der Vinten V-122/R-R Venom Mk II ist ein aus der Wallis WA-116-T entwickelter Tragschrauber des britischen Luftfahrzeugkonstrukteurs Ken Wallis, der durch die W. Vinten Ltd. Military Division in Suffolk/UK vermarktet wurde. Die Originalbezeichnung lautete Wallis WA-122/R-R, wobei R-R für das von Rolls-Royce gebaute Triebwerk Continental O-240 steht.

## Entwicklung
Anfang der 1960er Jahre entwickelte der ehemalige RAF-Pilot Ken Wallis mit Unterstützung des Luftfahrzeugherstellers Beagle Aircraft den Tragschrauber Wallis WA-116. Absicht war es, dieses Modell der britischen Armee als Einsatzmuster insbesondere für Aufklärungsflüge anzubieten. 1962 fertigte Wallis fünf Exemplare für die Erprobung durch die britische Armee an. Zu einer Beschaffung kam es jedoch nicht. Wallis setzte seine Arbeiten ohne die weitere Unterstützung von Beagle Aircraft fort und entwickelte mehrere Folgemuster der Wallis WA-116 mit geringeren Abweichungen in seinem eigenen Unternehmen, der Wallis Autogyros Ltd. Die Wallis WA-116 wurde 1967 in dem James-Bond-Film „Man lebt nur zweimal“ als Little Nellie eingesetzt. Ken Wallis doubelte damals Sean Connery als Pilot.
Auf der Farnborough Airshow kam es am 11. September 1970 zu einem tödlichen Flugunfall mit einem Tragschrauber vom Typ Wallis WA-117. Der Tragschrauber kippte in Flugrichtung abrupt nach vorne. Der Rotor wurde statt von unten von oben angeströmt, wodurch der Auftrieb zusammenbrach. Mit der Nase nach unten auf den Boden stürzend, geriet der Tragschrauber ins Trudeln und der Hauptrotor bekam Bodenberührung. Der Pilot wurde getötet und die Maschine völlig zerstört. Ken Wallis zog daraufhin die allgemeine Flugzulassung aller seiner Gyrocopter zurück und flog sie nur noch selbst zu Test- und Erprobungszwecken.
Das Baumuster erzielte in der Klasse der Tragschrauber mehrere Weltrekorde. 1981 veräußerte die Wallis Autogyros Ltd. die Rechte zum kommerziellen Vertrieb der Tragschrauber an die W. Vinten Ltd. Military Division in Suffolk/UK. Das Unternehmen arbeitete bereits vor dem Zweiten Weltkrieg für die RAF im Bereich der Fotoaufklärung und galt in den 1980er Jahren als einer der Marktführer in Aufklärungstechnologien.
1985 erwarb das Bundesamt für Wehrtechnik und Beschaffung in Koblenz zwei Exemplare des nunmehr unter der Bezeichnung Vinten V-122/R-R Venom Mk II vertriebenen Tragschraubers Wallis WA-122 als preisgünstige Plattform zur Untersuchung von Technologiekonzepten im Rahmen der Luftaufklärung. Im Falle erfolgreicher Erprobungen sei eine Beschaffung von 100 weiteren Tragschraubern beabsichtigt gewesen. Der Beschaffungspreis des Luftfahrzeugs wurde mit 30.000 Pfund Sterling angegeben. Die Untersuchungen verliefen jedoch nicht erfolgreich, zur weiteren Beschaffung kam es nicht und die Luftfahrzeuge wurden ausgemustert.

## Technisches Konzept
Die Vinten V-122/R-R Venom Mk II ist als Tragschrauber ein Drehflügler, bei dem der zweiblättrige Rotor nicht wie bei einem Helikopter durch das Triebwerk, sondern durch die anströmende Luft in Drehung versetzt wird. Dieser Zustand wird Autorotation genannt. Dadurch gilt der Tragschrauber als  überziehsicher und ein Strömungsabriss, wie bei Flugzeugen, ist nicht möglich. Kritisch sind lediglich Fluglagen, in der der Rumpf so abgekippt ist, dass die Luft den Rotor nicht von unten anströmt. Der Vortrieb erfolgt durch ein Propellertriebwerk, einem 75-kW-Rolls-Royce-Boxermotor, welcher am Heck des Tragschraubers angebracht ist. Der Tragschrauber bleibt selbst bei einem kompletten Ausfall des Heckantriebs voll steuerfähig und kann völlig unkritisch gelandet werden. Rotor, Heckantrieb, Cockpit und ein Dreipunktfahrwerk sind an einer ultraleichten Metallrohrkonstruktion montiert. Der zweisitzige Typ konnte anstelle eines zweiten Besatzungsmitglieds ca. 200 kg Nutzlast als Kameraausstattung, insbesondere FLIR-Technik, tragen. Für diese Wärmebild-Technologie galt der Hersteller W. Vinten Ltd. Military Division als ausgewiesener Spezialist.

## Technische Daten
- Rotordurchmesser: 6200 mm
- Länge: 3400 mm
- Höhe: 1850 mm
- Leermasse: 145 kg
- max. Startmasse: 317 kg
- Reisegeschwindigkeit: 130 km/h
- Höchstgeschwindigkeit: 170 km/h
- Steiggeschwindigkeit: max. 5,1 m/s
- Dienstgipfelhöhe: 3050 m
- Startstrecke bei Windstille: 55 m
- Landestrecke: 8 m bei Gegenwind von 10 kn (ca. 20 km/h)
- Reichweite: 280 km
- Antrieb: Vierzylinder-Boxermotor RR-Continental O-200A, Leistung 75 kW (ca. 100 PS), mit 4-Blatt-Druckpropeller, ø 1220 mm[7][8]

## Museale Rezeption
Ein Exemplar ist in der Wehrtechnischen Studiensammlung Koblenz mit der britischen Registriernummer G-55-1 ausgestellt. Ein weiteres mit der Nummer G-55-2 befindet sich in der Flugausstellung Junior in Hermeskeil.